# Konstanca Aragonska, kraljica Mallorce
Konstanca/Konstancija Aragonska (1318. – 1346.) bila je mallorcanska kraljica. Roditelji su joj bili Alfons IV. Aragonski i njegova supruga Terezija d'Entença.
Kako bi bio sklopljen savez, Konstanca se 24. rujna 1336. udala za Jakova III. i rodila mu sina Jakova te kćer Izabelu. Konstancina su djeca polagala pravo na tron Mallorce.
Konstancu je nadživio suprug.